# Titularbistum Turris Tamalleni
Turris Tamalleni (ital.: Torre di Tamalleno) ist ein Titularbistum der römisch-katholischen Kirche, das auf einen erloschenen Bischofssitz in der antiken Stadt Turris Tamalleni in der römischen Provinz Byzacena bzw. Africa proconsularis im heutigen Tunesien zurückgeht.
| Titularbischöfe von Turris Tamalleni |                         |                                              |                   |                   |
| Nr.                                  | Name                    | Amt                                          | von               | bis               |
| 1                                    | Thomas Keogh            | Altbischof von Kildare und Leighlin (Irland) | 1967              | 22. Mai 1969      |
| 2                                    | Francis John Dunn       | Weihbischof in Dubuque (USA)                 | 1. Juni 1969      | 17. November 1989 |
| 3                                    | Alphonse Liguori Chaupa | Weihbischof in Rabaul (Papua-Neuguinea)      | 24. Juni 2000     | 4. Juli 2003      |
| 4                                    | Paul Ponen Kubi CSC     | Weihbischof in Mymensingh (Bangladesch)      | 24. Dezember 2003 | 15. Juli 2006     |
| 5                                    | Damián Santiago Bitar   | Weihbischof in San Justo (Argentinien)       | 4. Oktober 2008   | 26. Oktober 2010  |
| 5                                    | Linus Lee Seong-hyo     | Weihbischof in Suwon (Südkorea)              | 7. Februar 2011   | 21. Dezember 2024 |